# Makary (Pawłow)
Makary, imię świeckie: Michaił Michajłowicz Pawłow (ur. 23 października?/4 listopada 1867, zm. po 1923) – rosyjski biskup prawosławny, po 1917 działacz Żywej Cerkwi.

## Życiorys
Jego ojciec był duchownym prawosławnym. W 1890 ukończył seminarium duchowne w Tomsku i jako mężczyzna żonaty 16 września tego samego roku przyjął święcenia kapłańskie. Od 1891 nauczał religii w progimnazjum żeńskim w Siemipałatyńsku. W 1894, po śmierci żony, wstąpił do Kazańskiej Akademii Duchownej, którą w 1898 ukończył jako kandydat nauk teologicznych. Wcześniej, w 1897 złożył wieczyste śluby mnisze. Po ukończeniu Akademii został włączony w skład rosyjskiej misji prawosławnej w Kirgistanie, zaś w 1899 został jej kierownikiem z godnością archimandryty.
18 marca 1901 w Tomsku miała miejsce jego chirotonia na biskupa bijskiego, wikariusza eparchii tomskiej. W charakterze konsekratorów udział w ceremonii wzięli biskupi tomski Makary oraz omski Sergiusz. 17 stycznia 1905 objął katedrę jakucką. W 1909 na własną prośbę odszedł w stan spoczynku i zamieszkał, z prawami przełożonego, w monasterze Zaśnięcia Matki Bożej w Swijażsku. W 1917 objął katedrę władykaukaską i mozdocką. Brał udział w organizacji Tymczasowego wyższego zarządu cerkiewnego na południowym wschodzie Rosji.
Przystąpił do ruchu Żywej Cerkwi. Jego dalsze losy nie są znane.